# Atypopenaeus dearmatus
Atypopenaeus dearmatus is een tienpotigensoort uit de familie van de Penaeidae. De wetenschappelijke naam van de soort is voor het eerst geldig gepubliceerd in 1907 door Johannes Govertus de Man. De soort werd ontdekt tijdens de Siboga-expeditie.